# Rosine Picquart
Pour les articles homonymes, voir Picquart.
Rosine Picquart, née Derache, le 9 décembre 1872 à Avion et morte en août 1953, infirmière sur le Tour de France de 1922 à 1939 et cofondatrice du club cycliste le Lutèce Sportif.

## Biographie
Rosine Picquart est garde-malade avant-guerre. Elle est infirmière bénévole de la Société de secours aux blessés militaires, pendant la Première Guerre mondiale, puis infirmière-major à la Pitié. Elle reste ensuite « infirmière honoraire », membre titulaire de la Croix-Rouge française.
Elle suit les courses cyclistes, offre des primes et soigne les coureurs blessés ou défaillants,,. Le journal L'Auto la surnomme « La maman des coureurs ». Elle officie comme infirmière sur le Tour de France de 1922 à 1939, sur le criterium des Aiglons, ainsi qu'au Vel' d'Hiv, notamment pendant les six jours ou encore au stade Buffalo. Elle apparait souvent sur les photographies de presse de l'époque au plus près des vainqueurs des courses.
Elle fonde et dirige le Lutèce Sportif avec Charles Ravaud, le 7 janvier 1922.
Elle est membre de l'œuvre philanthropique de l’Union des Septentriaux, avec sa colonie de vacances : Les P’tits Quinquins, présidée par son ami le médecin légiste Charles Paul et présidente, à Paris, du comité de propagande du 5e, 11e et 13e arrondissement.
Elle est inhumée, venant de l'hospice de Bicêtre, le 18 août 1953 au cimetière parisien d'Ivry.

### Vie privée
Rosine Picquart se marie le 28 mai 1898 avec Charles Picquart dans le 19e arrondissement de Paris. Ils ont eu dix enfants dont Honorate Fernande (1908-2004) et Céleste Émilie, dite Geneviève (1910-2002) qui se marie avec Félix Lévitan le 7 février 1933 à Paris 13e.
Le 12 avril 1925, L'Auto annonce « les obsèques de L.M Paquot, gendre de Mme Rosine Picquart ».

## Distinction
- Rosine Picquart reçoit, par décret du 26 mai 1920, la Médaille d'or de la famille française, par le Ministère de l'hygiène, de l'assistance, et de la prévoyance sociales, pour avoir eu dix enfants[18].

## Hommage
En 1924, on donne son nom à un stade dans la banlieue Est de Paris,.